# Mistrzostwa Świata w Narciarstwie Alpejskim 1934
4. Mistrzostwa Świata w Narciarstwie Alpejskim odbywały się w dniach 15 – 17 lutego 1934 w szwajcarskiej miejscowości Sankt Moritz. Były to drugie w historii zawody tego cyklu rozgrywane w Szwajcarii (poprzednio kraj ten zorganizował MŚ 1931). Rozgrywano trzy konkurencje zjazd, slalom i kombinację, zarówno kobiet jak i mężczyzn. W klasyfikacji medalowej zwyciężyła reprezentacja III Rzeszy, która zdobyła 9 medali, w tym 3 złote, 5 srebrnych i 1 brązowy.

## Wyniki

### Mężczyźni
| Konkurencja          | Data         | Złoto       | Wynik  | Srebro      | Wynik  | Brąz                          | Wynik  |
| Zjazd szczegóły      | 15 lutego    | David Zogg  | 4:27,2 | Franz Pfnür | 4:34,8 | Ido Cattaneo Heinz von Allmen | 4:52,6 |
| Slalom szczegóły     | 17 lutego    | Franz Pfnür | 1:49,0 | David Zogg  | 1:50,7 | Willi Steuri                  | 1:50,9 |
| Kombinacja szczegóły | 15-17 lutego | David Zogg  | 198,47 | Franz Pfnür | 197,23 | Heinz von Allmen              | 187,61 |

### Kobiety
| Konkurencja          | Data         | Złoto         | Wynik  | Srebro        | Wynik  | Brąz           | Wynik  |
| Zjazd szczegóły      | 15 lutego    | Anny Rüegg    | 5:38,0 | Christl Cranz | 5:40,6 | Lisa Resch     | 5:44,6 |
| Slalom szczegóły     | 16 lutego    | Christl Cranz | 1:57,0 | Lisa Resch    | 1:57,5 | Rösli Rominger | 1:59,6 |
| Kombinacja szczegóły | 15-16 lutego | Christl Cranz | 199,24 | Lisa Resch    | 197,66 | Anny Rüegg     | 185,65 |

## Klasyfikacja medalowa
| #  | Reprezentacja | Złoto | Srebro | Brąz | Razem |
| -- | ------------- | ----- | ------ | ---- | ----- |
| 1. | III Rzesza    | 3     | 5      | 1    | 9     |
| 2. | Szwajcaria    | 3     | 1      | 5    | 9     |
| 3. | Włochy        | 0     | 0      | 1    | 1     |